# Amphiroa howensis
Amphiroa howensis Lucas, 1935  é o nome botânico  de uma espécie de algas vermelhas pluricelulares do gênero Amphiroa.
- São algas marinhas encontradas no Arquipélago de Lord Howe.

## Sinonímia
Não apresenta sinônimos.